# Onir
Onir, né Onirban Dhar le 1er mai 1969 à Thimphou au Bhoutan, est le nom d'artiste d'un réalisateur de cinéma indien. Il réalise des films de type Bollywood mais avec des thématiques nouvelles.

## Biographie
Installé à Calcutta en 1986, il y étudie la littérature comparée et suit des cours sur la critique de films. Il obtient son diplôme de l'université Jadavpur en 1989. Il part ensuite à Berlin où il étudie le cinéma ; à son retour, il s'installe à Bombay. Il parle le bengali, le russe, l'allemand et le tamoul. En 2007, il est interviewé dans le documentaire T'as de beaux yeux, chéri qui traite de l'homosexualité au cinéma, alors qu'Onir est l'un des rares réalisateurs indiens ouvertement homosexuel. Il tourne en 2011 I Am qui consiste en quatre courts métrages.

## Filmographie
- 2011 : I Am
- 2008 : Sorry Bhai
- 2006 : Bas Ek Pal (cf. Site officiel)
- 2005 : Nikhil, mon frère (My Brother… Nikhil)